# Hridsko jezero
Hridsko jezero (alb. Liqeni i Hridit) – jezioro w Czarnogórze, najwyżej położone jezioro Prokletija (Gór Północnoalbańskich) i całej Czarnogóry.
Akwen znajduje się na wysokości 1970 m n.p.m. i leży po północno-zachodniej stronie Gór Północnoalbańskich. Ma 300 metrów długości, 160 metrów szerokości, a latem jest głęboki na około 5 metrów. Otoczony jest skalistymi szczytami górskimi: Hridski Krš (2358 m n.p.m.) i Krš Bogićevica (2374 m n.p.m.). W Czarnogórze skalista skała nazywana jest „hrid”.
Jezioro jest położone w zróżnicowanym krajobrazie, pośród wysokich sosen i atrakcyjnych widokowo formacji skalnych.
Akwen bywa potocznie nazywany Jeziorem Szczęścia, ponieważ według legendy został stworzony przez bogów jako kąpielisko dla wróżek, oddalone od ludzkiego wzroku. Albańska nazwa (Liqeni i Zanave) oznacza dosłownie „Jezioro Wróżek”.
Łowisko na jeziorze pozostaje w gestii organizacji łowieckiej „Hridsko jezero-Plav”.